# أحمد جزولي
أحمد جزولي Ahmed Jazouli خبير دولي عمل في عدة دول مع العديد من المنظمات الدولية من بينها برنامج الأمم المتحدة الإنمائي، والإتحاد الأوربي، والوكالة الأمريكية للتنمية الدولية. أحمد جزولي متخصص في الحكامة الديمقراطية والسياسات العمومية والتنمية البرلمانية، وكاتب. مغربي الجنسية من مواليد فاتح دجنبر 1962 بإقليم تازة (وادي أمليل-غياتة الغربية) بالمغرب.

## عمله في الإستشارة الدولية والصحافة والتدريس
أحمد جزولي باحث رئيس فريق خبراء في عدة مشاريع دولية، وهو خبير دولي في مجال الحكامة الديمقراطية، والشباب، والتنمية البرلمانية. اشتغل مع عدة منظمات دولية وقارية ومن بينها برنامج الأمم المتحدة الإنمائي والاتحاد الأوربي والوكالة الأمريكية للتنمية الدولية.  صدرت له أبحاث ودراسات في المجالات المذكورة من بينها «الإسلام، والديمقراطية، والحكامة»، و«الأحزاب السياسية - أدوات السلطة في مجتمع التغيير» وألقى العديد من العروض والمحاضرات في هذه المجالات، ويحاضر بثلاث لغات: العربية، والإنجليزية، والفرنسية.
اشتغل أحمد جزولي في الصحافة بالمغرب، ومن المؤسسات التي مر بها جرائد يومية وأسبوعية. وفي 14 يناير 2010، أصدر أول عدد من جريدة الرهان المستقلة، وهي جريدة أسبوعية، سرعان ما تطورت وأحدثت موقع الرهان أونلاين، وكانت أول جريدة مغربية مستقلة تسوق نسخة «بي.دي.إف» للمشتركين، لكنها توقفت عن الصدور سنة 2014، بعد أربع سنوات من العطاء.

## التدريس والمشاركة كمتحدث رئيسي في المؤتمرات الدولية
يشتغل أحمد جزولي أيضا بالتدريس والاستشارة، حيث درس بجامعات ومعاهد عليا منها جامعة محمد الخامس، ومعهد الصحافة ومهن التلفزيون، كما عمل مع جامعة ولاية نيويورك من خلال مركز التنمية الدولية التابع لها. وشارك أحمد جزولي بصفته متحدثا رئيسيا في عدد من المؤتمرات الدولية بأوربا والولايات المتحدة ودول شمال أفريقيا والشرق الأوسط. وأحمد جزولي هو الرئيس المؤسس لمركز الديمقراطية بالمغرب (2002 - 2015)

## مؤلفاته
- رمل في الذاكرة (رواية)، عام 1994[12]
- الأحزاب السياسية بين عهدين، الطبعة الأولى عام 2002، والطبعة الثانية عام 2004[5]
- الإسلام والديمقراطية والحكامة في دول شمال أفريقيا (بالإنجليزية)، دار نشر «يونيفيرس»، ISBN 0595408982، عام 2006
- بزطام الشعب - المبادئ العشرة لحكامة المالية العمومي، مركز طالم للدراسات، الرباط، 2021[13]

## وصلات خارجية
- مقالات أحمد جزولي في صحيفة الرهان
- مقالات أحمد جزولي في جريدة هسبريس [14]